# Roger B. Chaffee
Roger Bruce Chaffee, född 15 februari 1935 i Grand Rapids i Michigan, död 27 januari 1967 vid Cape Canaveral i Florida, var en amerikansk astronaut uttagen i astronautgrupp 3 den 17 oktober 1963. Chaffee hann aldrig genomföra någon rymdfärd innan han omkom i Apollo 1-branden tillsammans med Virgil "Gus" Grissom och Edward "Ed" White.
Nedslagskratern Chaffee på månen och Northrop Grumman:s rymdfarkost Cygnus NG-11 är uppkallade efter honom.